# Pierre-Marcel Wiltzer
Pour les articles homonymes, voir Wiltzer.
Pierre-Marcel Wiltzer (14 avril 1910 à Sarreguemines - 1er mars 1999 à Paris 15e) est un haut fonctionnaire français et résistant. Sous-préfet dans l'Ain en 1943, il aide Sabine Zlatin à trouver un refuge pour des enfants juifs à Izieu. Quarante-quatre Enfants d'Izieu seront arrêtés par Klaus Barbie, lors de la Rafle du 6 avril 1944 et seront déportés et assassinés à leur arrivée à Auschwitz, le plus jeune étant âgé de 4 ans. Les deux jeunes plus âgés seront déportés dans le seul convoi composé d'hommes et fusillés à Tallinn, en Estonie.

## Biographie
Pierre-Marcel Wiltzer est le frère de Alex Wiltzer, député de la Moselle de 1932 à 1942, l’un des parlementaires qui s’embarquèrent sur le Massilia pour gagner l’Afrique du Nord, du docteur Hubert Wiltzer, du bâtonnier Paul Wiltzer et de Simone Wiltzer, épouse Vert.
Son fils est l'homme politique Pierre-André Wiltzer, qui est né le 31 octobre 1940 à Agen en Lot-et-Garonne. 
Pierre-Marcel Wiltzer est diplômé en Droit. Il entre dans la "préfectorale" en 1940. Le 2 octobre 1942, il est nommé sous-préfet de Belley.

### Sous-préfet de Belley (Ain) (1942-1944)
Du 22 octobre 1942 jusqu'au 6 mars 1944, Pierre-Marcel Wiltzer est sous-préfet de Belley (Ain).  

#### La Maison desEnfants d'Izieu
Au printemps 1943, Roger Fridrici, chef de division de la préfecture de l'Hérault, prévient Pierre-Marcel Wiltzer, de la venue de Sabine Zlatin, juive polonaise réfugiée en France avant la guerre et infirmière de la Croix-Rouge. Elle veut éloigner des enfants juifs de Montpellier où les rafles nazies sont nombreuses.
Elle accepte et entame avec son mari, Miron Zlatin les démarches pour amener les enfants et recruter les éducateurs qui en prendront soin.
Pierre-Marcel Wiltzer propose une maison à Sabine Zlatin, pour créer une colonie d’enfants. Il sait qu’il s’agit d’enfants juifs provenant de Lodève (Hérault}, qu’il faut soustraire au danger.
La maison du hameau de Lélinaz à l’entrée d’Izieu, est en retrait de la route de Belley, à l’abri. Izieu est un petit village perché au dessus d’un bras du Rhône à la frontière de trois départements français : l’Ain, l’Isère et la Savoie. 
« Ici, vous serez tranquilles », dit Pierre-Marcel Wiltzer à Sabine Zlatin.
Elle accepte et entame avec son mari, Miron Zlatin les démarches pour amener les enfants et recruter les éducateurs qui en prendront soin.
Pierre-Marcel Wiltzer intitule officiellement la maison d'Izieu, « Colonie d'enfants réfugiés de l'Hérault ». Il présente Marie-Antoinette Cojean, secrétaire en chef de la sous-préfecture, qui va jouer elle aussi un rôle important dans l'installation et la vie quotidienne de la maison d'Izieu. Pierre-Marcel Wiltzer se déplace lui-même à Bourg-en-Bresse pour obtenir des cartes d'alimentation et parvient à en obtenir quarante. Il vient rendre visite aux enfants, pour Noël 1943, les bras chargés de cadeaux
Le 6 mars 1944 il est muté à la sous-préfecture de Châtellerault (Vienne).
Le 6 avril 1944, quarante quatre enfants juifs et leurs sept éducateurs sont arrêtés par les agents de la Gestapo de Lyon, ayant à leur tête Klaus Barbie, accompagnés d’un bataillon de la Wehrmacht.
Seule une éducatrice, Léa Feldblum, survivra à la rafle et à la déportation. Elle témoignera en 1987 au procès de Barbie à Lyon. 
Barbie sera condamné pour le crime d’Izieu.
C'est Marie-Antoinette Cojean qui annonce la nouvelle de la rafle à Sabine Zlatin par un télégramme: Famille malade-maladie contagieuse.

### Résistance
En novembre 1942, il intègre le réseau Gallia-Kasanga des Forces françaises combattantes.

#### Sauvegarde de Châtellerault
Le 6 mars 1944, un mois avant la rafle des Enfants d'Izieu, il est muté à la sous-préfecture de Châtellerault (Vienne).
Pierre-Marcel Wiltzer sauve de la destruction le pont Henri IV et une partie de la ville de Châtellerault (Vienne), le 1er septembre 1944.

### Préfet du Jura  (1949-1954)
Pierre-Marcel Wiltzer est Préfet du Jura de 1949 à 1954.

### Préfet de l'Aube (1954-1959)
Pierre=Marcel Wiltzer est Préfet de l'Aube de 1954 à 1959.

### Préfet de la Sarthe (1959-1967)
Pierre-Marcel Wiltzer est le 68e préfet de la Sarthe, en fonction du 11 décembre 1959 jusqu'au 31 juillet 1967. Il participe au développement de l'Université du Mans.

### Préfet de la Région Picardie (1967-1973)
Du 12 juillet 1967 au 14 juin 1973, Pierre-Marcel Wiltzer est préfet de la Région Picardie, préfet de la Somme.
Il prend ensuite sa retraite.

### Délégué général de la Compagnie générale des eaux
Pierre-Marcel Wiltzer est Délégué général de la Compagnie générale des eaux pendant quinze ans

### Fondateur de l'Association du Musée-Mémorial des enfants d'Izieu
En 1988, il devient président de l'Association pour la création du Musée-mémorial des enfants d'Izieu, et le restera jusqu'en 1995.
Le 24 avril 1994, le président de la République François Mitterrand inaugure la Maison d'Izieu. Il prononce un discours, où il remarque:
"Dans cette maison d'Izieu, isolée, accueillante, trouvée grâce à l'aide du sous-préfet de Belley, Pierre-Marcel Wiltzer, aujourd'hui parmi nous, qui préside l'association et qui vous rendit visite pour Noël 1943 en uniforme...".

### Mort
Pierre-Marcel Wiltzer est décédé le 1er mars 1999 à Paris. Il est enterré au cimetière du Montparnasse. Son épouse, née Evelyne Doumecq, morte le 8 août 2016, à la veille de son 103e anniversaire, est enterrée à ses côtés.

## Récompenses et distinctions

### Décorations
- Grand officier de la Légion d'honneur
- Croix du combattant volontaire de la Résistance

### Hommages
- une rue de Belley (Ain) est nommée Rue Pierre-Marcel Wiltzer
- le square devant la synagogue de Sarreguemines porte le nom de Pierre-Marcel Wiltzer, en souvenir de son action en faveur des enfants d’Izieu.